# 三好佳介
三好 佳介（みよし けいすけ、1999年2月16日 - ）は、日本の男子バレーボール選手である。

## 来歴
香川県綾歌郡綾川町出身。
香川県立高松工芸高等学校を経て福山平成大学在学中の2020年12月、V.LEAGUE DIVISION2所属のヴィアティン三重の内定選手として発表され、翌2021年に正式入団。
内定期間含め4シーズン在籍し、2024年4月にヴィアティンからの退団が発表された。同年7月にSVリーグ所属のヴォレアス北海道入団が発表された。
2024年10月12日に行われたチーム開幕戦の日本製鉄堺ブレイザーズ戦にスタメン出場し、SVリーグ初出場を果たした。

## 所属チーム
- 香川県立高松工芸高等学校（2014-2017年）
- 福山平成大学（2017-2021年）
- ヴィアティン三重（2021-2024年）
- ヴォレアス北海道（2024年-）